# Пентлинг
Пентлинг (њем. Pentling) општина је у њемачкој савезној држави Баварска. Једно је од 41 општинског средишта округа Регенсбург. Према процјени из 2010. у општини је живјело 5.812 становника. Посједује регионалну шифру (AGS) 9375180.

## Географски и демографски подаци
Пентлинг се налази у савезној држави Баварска у округу Регенсбург. Општина се налази на надморској висини од 408 метара. Површина општине износи 32,5 km². У самом мјесту је, према процјени из 2010. године, живјело 5.812 становника. Просјечна густина становништва износи 179 становника/km².

## Међународна сарадња
| Мјесто  | Држава    | Врста сарадње | Од    |
| ------- | --------- | ------------- | ----- |
|         | Француска | партнерство   | 2005. |
| Карчано | Италија   | контакт       | 2000. |
| Извор   |           |               |       |